# Bacardi

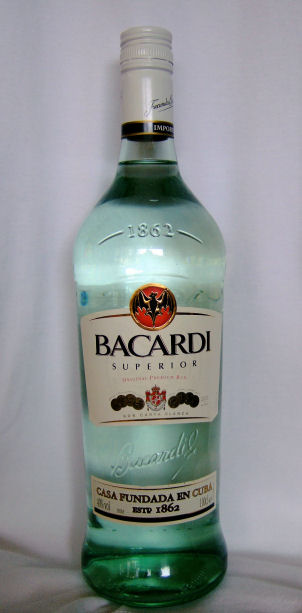
En flaska vit rom av märket Bacardi.

Bacardi är ett sprittillverkningsföretag med huvudkontor i Hamilton, Bermuda, som till största delen producerar rom. Det var 2011 världens femte största spritmärke räknat i antal sålda liter. Företaget säljer över 240 miljoner flaskor årligen i 170 länder världen över.

## Historia
Företaget grundades år 1862 av don Facundo Bacardi Masso i Santiago de Cuba. Don Facundo, som var vinhandlare, emigrerade i början av 1800-talet till Kuba från Katalonien. Vid denna tiden framställdes rom på ett billigt sätt; den ansågs inte vara en fin dryck och såldes sällan i finare restauranger. Don Facundo försökte förfina framställningssätten och fann efter att ha experimenterat med flera olika tekniker att man kunde filtrera rommen genom kol och därmed ta bort några av de orenheter som fanns i drycken.
4 februari 1862 startade don Facundo och hans bror, José, ett litet destilleri med namnet Bacardi y Compañía för att börja producera rom i industriell skala. Kapaciteten låg på 35 fat fermenterad melass om dagen. I taket på destilleriet bodde fladdermöss, vilka har gett Bacardi dess märke. I detta destilleri skapade don Facundo världens första klara rom, vilket inte funnits tidigare.
Under 1890-talet stödde stora delar av Bacardifamiljen Kubas frihetskamp från Spanien, vilket ledde till att don Facundos son, Emilio Bacardi, och sonson deporterades till Spaniens kolonier i Nordafrika. De två andra sönerna José och Facundo stannade kvar och försökte driva företaget så gott de kunde under kriget. Efter det kubanska frihetskriget och den amerikanska ockupationen av Kuba skapades de två drinkarna Cuba Libre och Daiquiri från Bacardi-rom. 
Kuba blev självständigt 1902 och efter detta växte företaget snabbt. Facundo M Bacardi fortsatte sin fars förfining av rommen på destilleriet och hans svåger Henri Schueg ökade försäljningen och exporten. På 1910-talet startade Scheug tappningsfabriker i Barcelona och i New York, men tapperiet i New York fick snart stänga igen på grund av förbudstiden i USA. Han startade även ett ölmärke vid namn Hatuey. Den tredje generationen Bacardi, Facundito Bacardi - en skojfrisk och bekymmerslös person, bjöd på 20-talet in törstande amerikaner till Kuba där de kunde "bada i Bacardis rom".
Efter den kubanska revolutionen och Fidel Castros makttillträde 1959 beslagtogs alla av företagets (då Compañía Ron Bacardi S.A.) tillgångar på Kuba. Familjen Bacardi valde då att fly Kuba och återuppbygga företaget. Företagets nye VD Pepín Bosch, Henri Schuegs svärson, startade nya destillerier på Bahamas, i Kanada och i Brasilien.
På 70-talet växte företaget väldigt snabbt och man byggde nya fabriker i Spanien och Panama, samt huvudkontor på Bahamas. Bacardi spreds under denna tiden till alla jordens hörn och blev ett internationellt storföretag. 1992 köpte Bacardi upp den välkända italienska vermouthtillverkaren Martini & Rosso S.p.A och 2004 köpte man upp det franska vodkamärket Grey Goose.

## Romvarianter

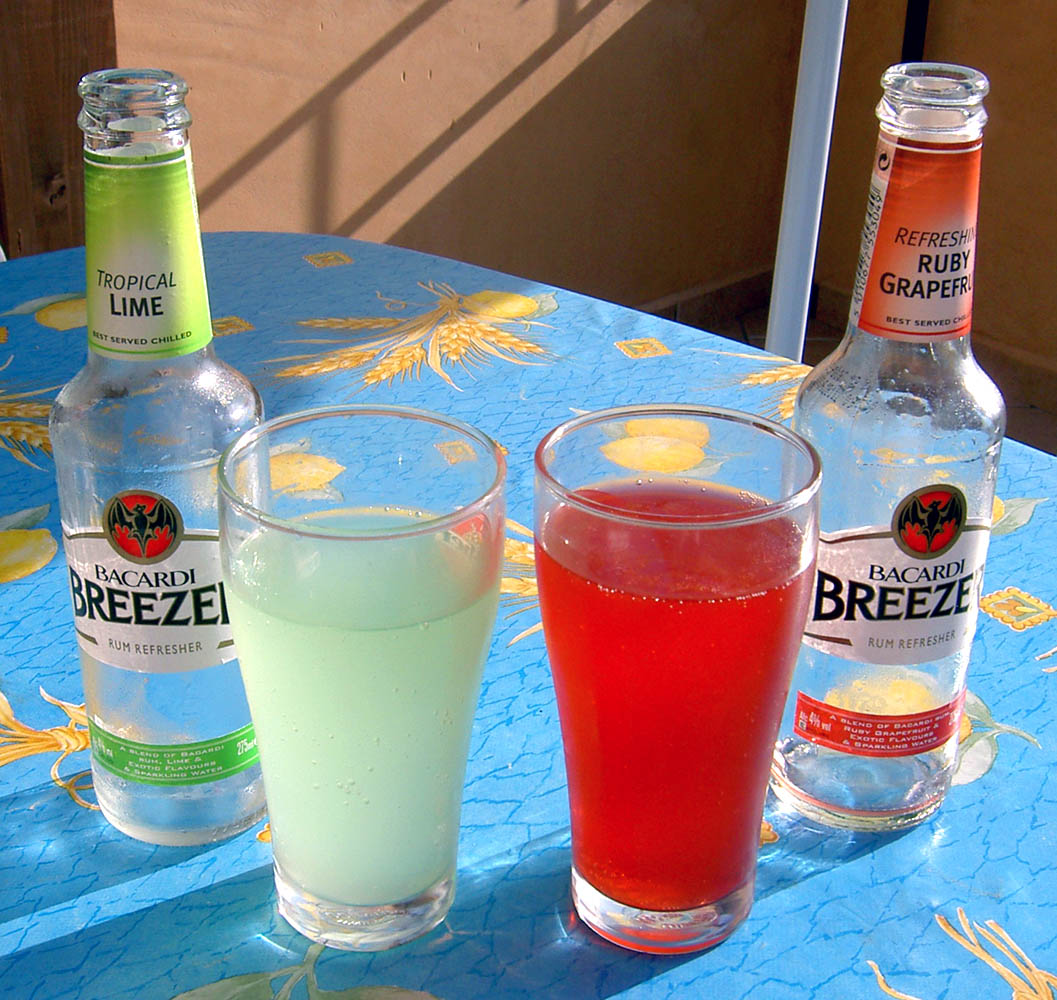
Bacardi Breezer

Ett S inom parentes betyder att varianten finns i Systembolagets sortiment och ett A inom parentes att det finns i Alkos.

### Rom för drinkblandning
- Bacardi Superior - ljus rom. Världens mest sålda, trippeldestillerad (S)
- Bacardi Carta Blaca - ljus rom (A)
- Bacardi Gold - gyllene rom.
- Bacardi Oro - gyllene rom lagrad i ca: 2 år. (S)
- Bacardi Black - mörk rom. Lagrad i ca: 3 år. (S) (A)
- Bacardi Negra - mörk rom.
- Bacardi 151° - mörk rom med högre alkoholhalt (75,5% vol.).
- Bacardi Ciclon - bestående av 90 % gyllene rom och 10 % premium tequila, samt lime.

### Lagrad rom
- Bacardi Añejo - mörk lagrad rom. (S)
- Bacardi Reserva - mörk rom lagrad i 3 till 5 år. (S)
- Bacardi 8 - mörk rom lagrad i minst åtta år. (S)
- Bacardi 1873 Solera - lagrad rom. En single-barrel rom. Bör avnjutas ren eller tillsammans med fin choklad eller cigarr.

### Smaksatt rom
- Bacardi Limón - ljus rom smaksatt med citron & lime. (S)
- Bacardi Razz - ljus rom smaksatt med hallon. (S)
- Bacardi Apple - ljus rom smaksatt med äpple. Äpplesorterna är Fuji, Golden Delicious och Granny Smith (S)
- Bacardi Grand Melón - ljus rom smaksatt med melon (vattenmelon). (S)
- Bacardi O - ljus rom smaksatt med Apelsin, Tangerin, & mandarin.
- Bacardi Cóco - ljus rom smaksatt med kokos.
- Bacardi Vaníla - ljus rom smaksatt med vanilj.
- Bacardi Peach Red - ljus rom smaksatt med persika
- Bacardi Torched Cherry - ljus rom smaksatt med körsbär

### Övrigt

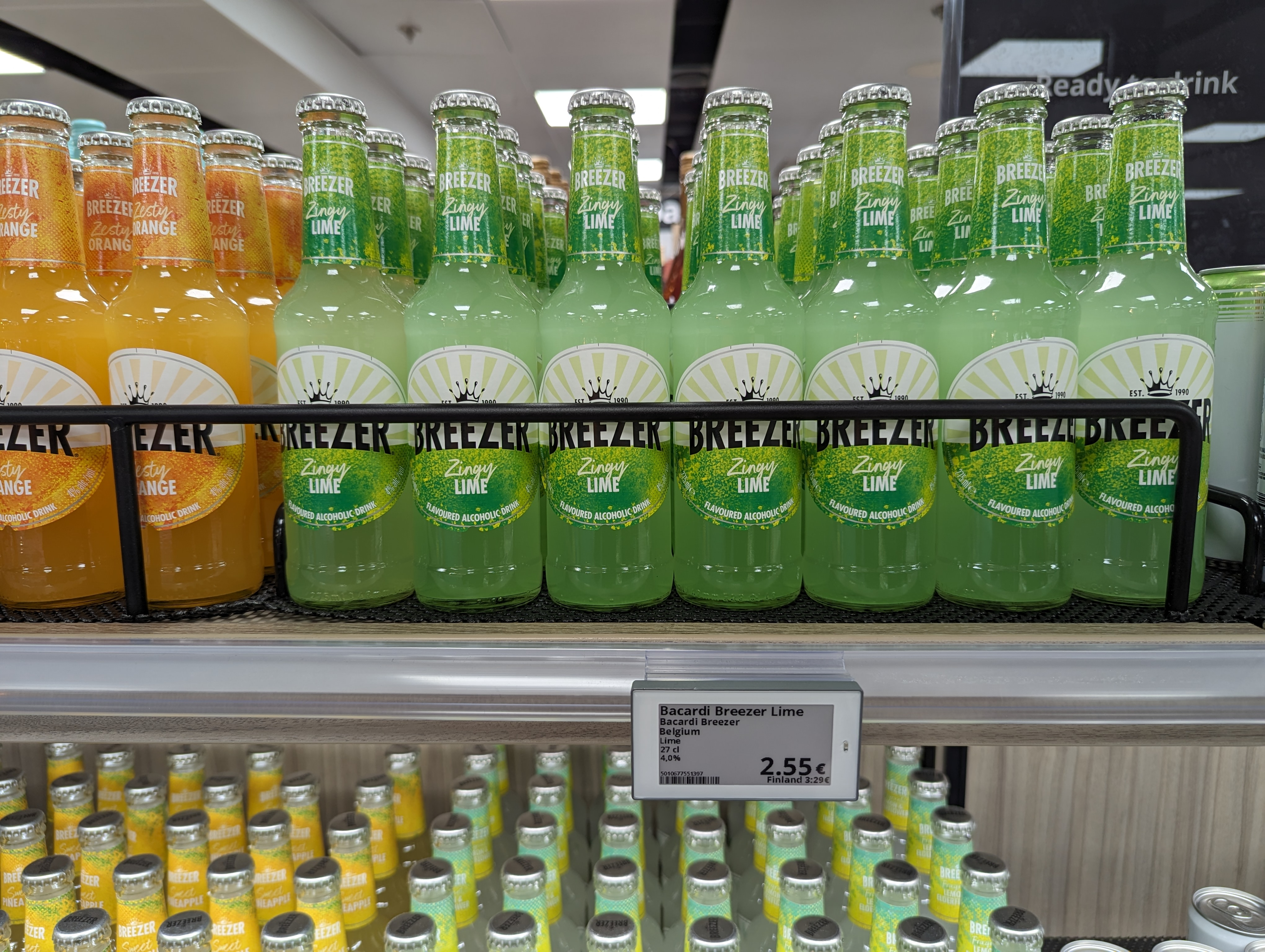
Bacardi Breezer i en butikshylla.

- Bacardi Breezer - s.k. alkoläsk - ljus rom blandad med olika smaker av kolsyrad juice. (S) (A)
- Bacardi Fuego - Mörk rom smaksatt med kryddor.
- Bacardi Oakheart - Mörk rom smaksatt med kryddor och vanilj. (Blandas med fördel tillsammans med Coca Cola - en så kallad Oak and Coke.) (S)
- Bahama Mama - färdig romblandning med en gnutta bitter-smak.
- Rum Island Iced Tea - färdig romblandning med en hemlig ingrediens.
- Hurricane - färdig romblandning med smak av apelsin, aprikos, bittermandel och citron.
- Zombie - färdig romblandning med smak av apelsin, ananas och en gnutta citron.